# Андреевщина (Оршанский район)
Андре́евщина (бел. Андрэеўшчына) — деревня в Оршанском районе Витебской области Белоруссии. Центр Андреевщинского сельсовета. Расположена в 2 км от города Орша, в 4 км от железнодорожной станции Хлусово, в 78 км от Витебска. Население — 1121 человек (2019).

## История
Во второй половине XVIII века деревня часть имения Маклакова.

## Население
- 1923 год — 203 жителя;
- 1959 год — 413 жителей;
- 1998 год — 3085 жителей;
- 2018 год — 1091 житель;
- 2019 год — 1121 житель[1].

## Инфраструктура
В деревне имеется детский дом, магазин, сельская библиотека-клуб.